# Migrationsgesellschaft
Als Migrationsgesellschaft wird in der Migrationssoziologie eine Gesellschaft verstanden, für die die Zuwanderung von Menschen konstitutiv ist, die von internationalen Wanderungsbewegungen und der Integration verschiedener Kulturen geprägt ist.

## Definition
Der Begriff wird oft synonym mit Einwanderungs- oder Zuwanderungsgesellschaft verwendet, gilt jedoch als umfassender, weil er etwa "Formen der Pendelmigration oder der Auswanderung" miteinbezieht und nicht auf einmalige Wohnortwechsel beschränkt ist. In Migrationsgesellschaften ist laut Paul Mecheril das "faktisch-imaginative Bewegen zwischen Zugehörigkeitskontexten zur Existenzform geworden". Migrationserfahrungen werden zu einem kontinuierlichen, für die Gesellschaft typischen Phänomen, die im Ausdruck "Einwanderungsgesellschaft" nur unzureichend wiedergegeben ist.